# Yong Ji
Yong Ji (xinès: 雍己, nascut Zi Dian (xinès: 子佃) o Zi Zhou (xinès: 子伷), va ser un Rei de la Xina de la Dinastia Shang.
En els Registres del Gran Historiador és llistat per Sima Qian com el vuitè rei Shang, succeint al seu germà Xiao Jia (xinès: 太庚). Va ser entronitzat l'any de Jiaxu (xinès: 甲戌) amb Bo (xinès: 亳) com la seva capital. Va regnar per dotze anys, i se li va donar el nom a títol pòstum de Yong Ji i fou succeït pel seu germà Tai Wu (xinès: 太戊).
Les inscripcions oraculars sobre ossos desenterrats a Yinxu deixen constància alternativament que ell havia estat el vuitè rei Shang i que va succeir al seu germà Da Wu (xinès: 大戊), va rebre el nom pòstum de Lü Ji (xinès: 呂己) i fou succeït pel seu nebot Zhong Ding (xinès: 中丁).